# Заслуженный изобретатель РСФСР
Заслуженный изобретатель РСФСР — почётное звание, входившее в систему государственных наград РСФСР, которое присваивалось изобретателям, проживающим или осуществляющим изобретательскую деятельность на территории РСФСР.

## Основания для присвоения
Присваивалось авторам изобретений, имеющих важное народнохозяйственное значение и внедрённых в любую область народного хозяйства, культуры, здравоохранения и обороны страны, внёсшим крупный вклад в технический прогресс, а также изобретателям, ведущим многолетнюю плодотворную изобретательскую деятельность.

## Порядок присвоения
Почётное звание «Заслуженный изобретатель РСФСР» Присваивалось по представлениям ВСНХ, министерств и ведомств СССР и РСФСР и Президиумов Верховных Советов автономных республик. Ходатайства о присвоении почётного звания могли возбуждать администрации предприятий, организаций, учреждений совместно с советами первичных организаций ВОИР. К ходатайству, в частности, прилагались основные сведения о об изобретениях соискателя и их народнохозяйственном значении, копии авторских свидетельств на изобретения, характеристика его производственной и общественной деятельности.

## Описание нагрудного знака
Нагрудный знак «Заслуженный изобретатель РСФСР» выполнен из томпака, позолочен, имеет форму круга диаметром 26 мм, с лицевой стороны окаймлённого выпуклым ободком шириной 0,6 мм. На лицевой стороне знака, в верхней части, расположено выпуклое изображение серпа и молота, под ним — выпуклыми буквами надпись в три строки ЗАСЛУЖЕННЫЙ ИЗОБРЕТАТЕЛЬ РСФСР. Оборотная сторона знака — гладкая. Нагрудный знак при помощи ушка и кольца соединяется с томпаковой прямоугольной колодкой размером 26 на 16 мм, имеющей по бокам выемку шириной 7,4 мм. Вдоль основания колодки идут прорези шириной 0,7 мм и длиной 22 мм. Основания колодки до прорези позолочены. Внутренняя часть колодки между прорезями покрыта лентой размером 21 на 11 мм. Лента муаровая, двухцветная, левая половина ленты светло-синего цвета, правая — красного цвета (в соответствии с расцветкой Государственного флага РСФСР). Колодка имеет на оборотной стороне булавку для прикрепления нагрудного знака к одежде.
В первоначальном варианте муаровая лента имела цвета равной ширины, в более позднем — соотношение синего и красного цветов было 1:3.

## Вручение
Лицам, удостоенным почётного звания, вручались Грамоты Президиума Верховного Совета РСФСР и нагрудные знаки установленной формы.

## Присвоение звания
Первое награждение состоялось 21 апреля 1962 года.